# (16191) Rubyroe
(16191) Rubyroe est un astéroïde de la ceinture principale.

## Description
(16191) Rubyroe est un astéroïde de la ceinture principale. Il fut découvert le 10 janvier 2000 à Oaxaca de Juárez par James M. Roe. Il présente une orbite caractérisée par un demi-grand axe de 2,41 UA, une excentricité de 0,21 et une inclinaison de 0,4° par rapport à l'écliptique.

## Compléments